# Boston Camera Club
Le Boston Camera Club est la principale organisation photographique amateur de Boston, Massachusetts et des environs. Fondé en 1881, il propose plusieurs activités aux photographes amateurs, notamment la photographie numérique. Il se réunit chaque semaine de septembre à juin et est ouvert au public. 

## Histoire

### Boston Society of Amateur Photographers (1881)
Le club connu aujourd'hui sous le nom de Boston Camera Club est fondé le 7 octobre 1881 à Boston sous le nom de Boston Society of Amateur Photographers. Il est le plus ancien club de photographie existant en continu et fondé principalement par des amateurs, et le deuxième plus ancien club existant aux États-Unis. 
Initialement, le club se réunissait dans les bureaux du Sunday Budget à  Boston. Plus tard, il s'est réuni à ce qu'on appelle maintenant le Massachusetts Institute of Technology, situé à l'époque à Boston. 

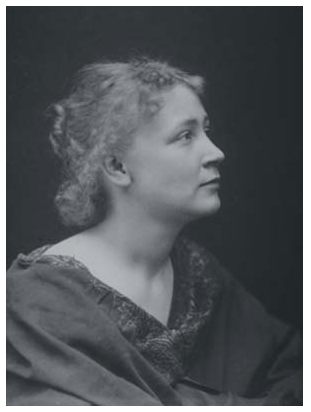
"Boston Types — Miss H" de Walter G. Chase, Boston Camera Club, vers 1896. Exposé au Salon de Washington et Exposition photographique d'art de 1896, Washington DC.

## Galerie d'images

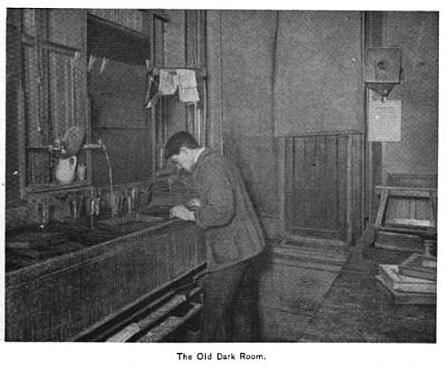
Chambre noire, rue Bromfield, avant 1893
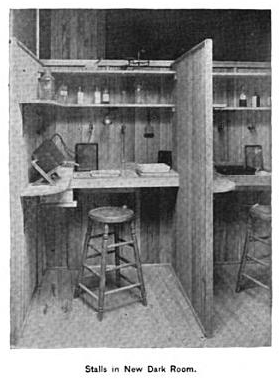
Chambre noire, rue Bromfield, 1893
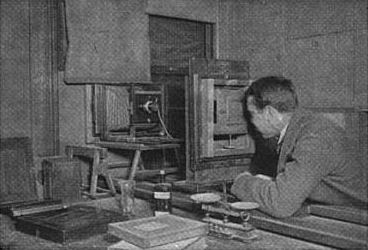
Fabrication de plaques de lanterne, 1893
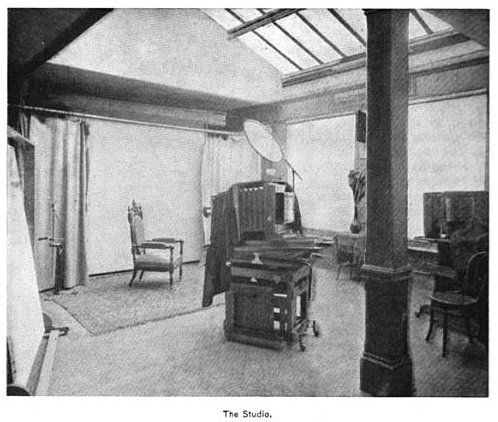
Studio, rue Bromfield, 1893

## Remarques
1. ↑  The oldest continuously extant camera club in the U.S. is the Photographic Soc. of Philadelphia, founded in 1862 and 19 years older than BCC. Believed founded mostly by professionals, it then became largely amateur. The 1st amateur photographic organization in the U.S. was the Amateur Photographic Exchange Club, NYC, extant 1861–1863, and revived twice in the later 20th c. "In 1880 there were fewer than 10 camera clubs or societies in the U.S., all of them composed mainly...of commercial photographers..." (Greenough, 268).
2. ↑  The earliest known mention of BCC in print is an announcement by secretary Thurston of formation of the Boston Soc. of Amateur Photographers in Photographic Times & Amer. Photographer, v11, n132, new ser. n12, Dec. 1881, 457–458.